# Giarole
Giarole är en ort och kommun i provinsen Alessandria i regionen Piemonte i Italien. Kommunen hade 704 invånare (2018).